# Ludwig Georg Simpert

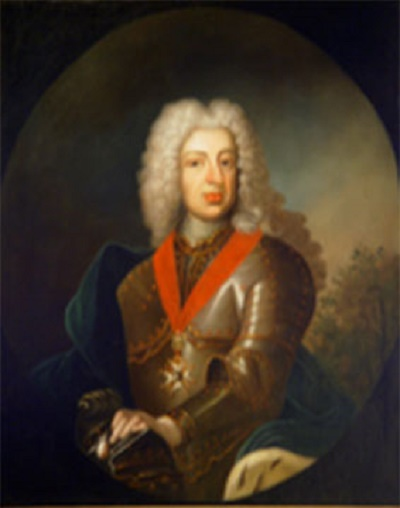
Ludwig Georg Simpert als Erbprinz von Baden-Baden; um den Hals das rote Band des bayerischen Hubertusordens

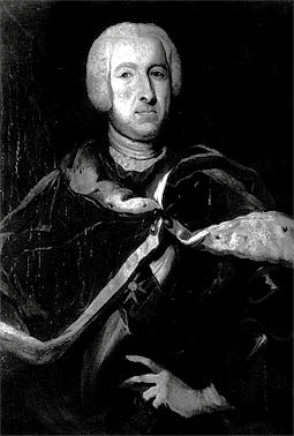
Markgraf Ludwig Georg von Baden-Baden

Ludwig Georg Simpert von Baden-Baden (* 7. Juni 1702 in Ettlingen; † 22. Oktober 1761 in Rastatt) war von 1707 bis zu seinem Tod Markgraf von Baden-Baden, stand jedoch bis 1727 unter der Vormundschaft seiner Mutter. Wegen seiner Leidenschaft für die Jagd wurde er auch Jägerlouis genannt.

## Familie
Ludwig Georg Simpert war der Sohn des Markgrafen Ludwig Wilhelm von Baden-Baden, genannt Türkenlouis, und der Franziska Sibylla Augusta, einer geborenen Prinzessin von Sachsen-Lauenburg.

## Leben
Am 8. Juni 1702 wurde Ludwig Georg Simpert unter freiem Himmel vor der von den Franzosen niedergebrannten Martinskirche in Ettlingen getauft. Der junge Ludwig Georg bereitete seiner Mutter während seiner Kindheit viele Sorgen, er schien zurückgeblieben zu sein und begann erst mit sechs Jahren, bei einer Wallfahrt nach Maria Einsiedeln, zu sprechen. Aus Dankbarkeit ließ die Markgräfin in Schlackenwerth (Ostrov nad Ohří) eine Kapelle nach dem Vorbild von Maria Einsiedeln erstellen. Sie nannte ihn daher auch das Einsiedlerkind.
Im Alter von 16 Jahren verliebte sich der junge Prinz in Maria Leszczyńska, die Tochter des ehemaligen Königs von Polen, doch seine Mutter wusste eine tiefere Verbindung durch eine Wallfahrt nach Rom zu verhindern.
Ludwig Georg übernahm am 22. Oktober 1727 im Alter von 25 Jahren die Regentschaft von seiner Mutter, die nach dem Tode von Ludwig Wilhelm die Markgrafschaft Baden-Baden verwaltet hatte, bis Ludwig Georg alt genug war, die Regentschaft zu übernehmen. Franziska Sibylla Augusta zeigte sich in Geldgeschäften als sehr geschickt und schaffte es nicht nur, die Schulden der Markgrafschaft zu tilgen, sondern übergab Ludwig Georg bei dessen Amtsantritt noch ein beachtliches Vermögen. Franziska Sibylla Augusta zog sich nach der Übergabe der Macht auf ihr Wittum Schloss Ettlingen zurück und widmete sich der Ausgestaltung von Schloss und Kapelle.
Eine große militärische Laufbahn, wie sie sein Vater hatte, erreichte Markgraf Ludwig Georg nicht, er frönte viel lieber seiner Jagdleidenschaft. Er war von 1707 bis 1731 Inhaber des 4. Kreis-Infanterie-Regiment (mixt.) des Schwäbischen Reichskreises (1717 Generalwachtmeister zu Fuß, 1728 Generalfeldmarschallieutenant), doch während des polnischen Thronfolgekrieges jagte er lieber auf seinen Besitzungen in Böhmen. Er kehrte erst nach dem 1735 in Wien geschlossenen Präliminarfrieden zum Wiener Vertrag zurück.
Der streng katholische Regent stiftete 1736 eine Klosterschule der Piaristen in Rastatt. Die Klosterschule Patres scholarum piarum (lat. Väter der frommen Schulen) war ein 1597 von José Calasanz gestifteter Orden, der 1721 vom Papst bestätigt wurde. Der Orden gab sich die Aufgabe des unentgeltlichen Unterrichts.
Nach seinem Tod 1761 folgte ihm sein Bruder August Georg Simpert als Regent der Markgrafschaft Baden-Baden.
Ludwig Georg wurde in der Stiftskirche zu Baden-Baden, der Grablege der markgräflichen Familie, bestattet.

## Ehen und Nachkommen
Im Sommer 1720 reiste Ludwig Georg Simpert mit seiner Mutter nach Prag, wo er seine spätere Frau auf Schloss Frauenberg kennenlernte. Die Mutter war mit dieser Wahl einverstanden und reiste nach Wien, um das Einverständnis des Kaisers einzuholen. Ludwig Georg Simpert heiratete daraufhin am 18. März 1721 auf Schloss Krumau Maria Anna von Schwarzenberg, Tochter des Fürsten Adam Franz. Als Hochzeitsgabe erhielt er von seiner Mutter ein Jagdhaus auf dem Fremersberg, da die Jagd seine große Leidenschaft war.
Aus der ersten Ehe gingen vier Kinder hervor:
- Elisabeth Augusta (* 16. März 1726; † 7. Januar 1789), Prinzessin von Baden-Baden ⚭ 2. Februar 1775 Graf Michael Wenzel von Althann (* 22. Juli 1743; † 22. Januar 1810)
- Karl Ludwig Damian (* 25. August 1728; † 6. Juli 1734), Erbprinz von Baden-Baden
- Ludwig Georg (* 11. August 1736; † 11. März 1737), Erbprinz von Baden-Baden
- Johanna (* 28. April 1737; † 29. April 1737), Prinzessin von Baden-Baden

Nach dem Tode von Maria Anna von Schwarzenberg im Jahre 1755 heiratete er am 20. Juli 1755 Maria Anna Josepha von Bayern, die am 7. August 1734 geboren wurde und am 7. Mai 1776 verstarb. Sie war die Tochter des Kurfürsten Karl Albrecht von Bayern, des späteren Kaisers Karl VII. Die Ehe blieb kinderlos, so dass der Markgraf am 22. Oktober 1761 in Rastatt ohne männlichen Nachfahren verstarb.